# Список глав правительства Багамских Островов
Список глав правительства Багамских Островов включает в себя руководителей правительства Багамских Островов со времени создания в стране в 1955 году правительственного кабинета. В настоящее время правительство возглавляет премьер-министр Содружества Багамских островов (англ. Prime Minister of The Commonwealth of The Bahamas), чьё положение в системе государственной власти определяет конституция, принятая в качестве приложения к Закону о независимости, которая была провозглашена 10 июля 1973 года.
Глава правительства является лидером партии, имеющей большинство в Палате собрания (нижняя палата, англ. House of Assembly of the Bahamas) двухпалатного парламента. Палата избирается на срок 5 лет прямыми выборами по одномандатным округам; этим электоральным периодом определяется срок полномочий правительства, ограничений для повторного формирования кабинета при сохранении парламентского большинства не установлено.
Первоначально во главе кабинета стоял главный министр (), с приобретением коронной колонией самоуправления в 1964 году главой правительства стал премьер (), с провозглашением независимости в 1969 году — премьер-министр ().
Применённая в первом столбце таблиц нумерация является условной. Также условным является использование в первых столбцах цветовой заливки, служащей для упрощения восприятия принадлежности лиц к различным политическим силам без необходимости обращения к столбцу, отражающему партийную принадлежность. В столбце «Выборы» отражены состоявшиеся выборные процедуры, сформировавшие состав парламента, поддерживающий главу правительства.

## Главный министр (1955—1964)

Флаг (1953—1964)

Главный министр Багамских Островов (англ. Chief Minister of The Bahama Islands) — в коронной колонии Соединённого королевства Багамские Острова — глава правительственного кабинета, имеющего исполнительные полномочия, значительно ограниченные полномочиями лондонского правительства Её Величества, следующими из конституционного обычая. Этот пост появился в 1955 году, с созданием при губернаторе владения правительственного кабинета.
|           | Портрет | Имя (годы жизни)                                                       | Полномочия | Полномочия     | Партия                        | Выборы | Пр.         |
| Начало    | Портрет | Имя (годы жизни)                                                       | Окончание  |                | Партия                        | Выборы | Пр.         |
| --------- | ------- | ---------------------------------------------------------------------- | ---------- | -------------- | ----------------------------- | ------ | ----------- |
| 1 (I—III) |         | Сэр Роланд Теодор Симонетт (1898—1980) англ. Roland Theodore Symonette | 1955       | 17 января 1964 | Объединённая багамская партия | 1949   | [ 5 ] [ 6 ] |
| 1 (I—III) | 1956    | Сэр Роланд Теодор Симонетт (1898—1980) англ. Roland Theodore Symonette | 1955       | 17 января 1964 | Объединённая багамская партия |        | [ 5 ] [ 6 ] |
| 1 (I—III) | 1962    | Сэр Роланд Теодор Симонетт (1898—1980) англ. Roland Theodore Symonette | 1955       | 17 января 1964 | Объединённая багамская партия |        | [ 5 ] [ 6 ] |

## Премьеры (1964—1969)

Флаг (1964—1973)

17 января 1964 года коронная колония Великобритании получила самоуправление, к её правительству перешли полномочия по всем вопросам, за исключением внешних сношений и обороны. Главой правительства в этот период являлся Премьер Багамских Островов (англ. Premier of The Bahama Islands), лидер партии, получившей на выборах большинство мест в Палате собрания парламента.
|          | Портрет | Имя (годы жизни)                                                       | Полномочия     | Полномочия     | Партия                           | Выборы      | Пр.         |
| Начало   | Портрет | Имя (годы жизни)                                                       | Окончание      |                | Партия                           | Выборы      | Пр.         |
| -------- | ------- | ---------------------------------------------------------------------- | -------------- | -------------- | -------------------------------- | ----------- | ----------- |
| 1 (III)  |         | Сэр Роланд Теодор Симонетт (1898—1980) англ. Roland Theodore Symonette | 17 января 1964 | 16 января 1967 | Объединённая багамская партия    | [ комм. 4 ] | [ 5 ] [ 6 ] |
| 2 (I—II) |         | Линден Оскар Пиндлинг (1930—2000) англ. Lynden Oscar Pindling          | 16 января 1967 | 10 мая 1969    | Прогрессивная либеральная партия | 1967        | [ 8 ] [ 9 ] |
| 2 (I—II) | 1968    | Линден Оскар Пиндлинг (1930—2000) англ. Lynden Oscar Pindling          | 16 января 1967 | 10 мая 1969    | Прогрессивная либеральная партия |             | [ 8 ] [ 9 ] |

## Премьер-министры (с 1969)

Флаг (c 1973)

10 мая 1969 года колония получила название Содружество Багамских Островов (англ. Commonwealth of The Bahama Islands), с одновременным изменением наименования поста главы правительства на Премьер-министр Содружества Багамских Островов (англ. Prime Minister of The Commonwealth of The Bahamas).
Независимость страны была провозглашена 10 июля 1973 года. В структуре независимого Королевства Содружества премьер-министр является главой правительства и обладает исполнительными полномочиями власти монархом, который по всем вопросам багамского государства советуется исключительно с министрами правительства Багамских Островов. Представляющий монарха генерал-губернатор назначается по совету премьер-министра; назначение премьер-министром лица, имеющего наилучшие шансы получить парламентскую поддержку, является прерогативой самого генерал-губернатора, а не представляемого им монарха.
Курсивом и серым цветом выделены даты начала и окончания полномочий лица, временно замещавшего главу правительства.
|           | Портрет       | Имя (годы жизни)                                                  | Полномочия       | Полномочия       | Партия                           | Выборы      | Пр.           |
| Начало    | Портрет       | Имя (годы жизни)                                                  | Окончание        |                  | Партия                           | Выборы      | Пр.           |
| --------- | ------------- | ----------------------------------------------------------------- | ---------------- | ---------------- | -------------------------------- | ----------- | ------------- |
| 2 (II—VI) |               | Сэр Линден Оскар Пиндлинг (1930—2000) англ. Lynden Oscar Pindling | 10 мая 1969      | 21 августа 1992  | Прогрессивная либеральная партия | [ комм. 7 ] | [ 8 ] [ 9 ]   |
| 2 (II—VI) | 1972          | Сэр Линден Оскар Пиндлинг (1930—2000) англ. Lynden Oscar Pindling | 10 мая 1969      | 21 августа 1992  | Прогрессивная либеральная партия |             | [ 8 ] [ 9 ]   |
| 2 (II—VI) | 1977          | Сэр Линден Оскар Пиндлинг (1930—2000) англ. Lynden Oscar Pindling | 10 мая 1969      | 21 августа 1992  | Прогрессивная либеральная партия |             | [ 8 ] [ 9 ]   |
| 2 (II—VI) | 1982          | Сэр Линден Оскар Пиндлинг (1930—2000) англ. Lynden Oscar Pindling | 10 мая 1969      | 21 августа 1992  | Прогрессивная либеральная партия |             | [ 8 ] [ 9 ]   |
| 2 (II—VI) | 1987          | Сэр Линден Оскар Пиндлинг (1930—2000) англ. Lynden Oscar Pindling | 10 мая 1969      | 21 августа 1992  | Прогрессивная либеральная партия |             | [ 8 ] [ 9 ]   |
| 3 (I—II)  |               | Хьюберт Александер Ингрэм (1947—) англ. Hubert Alexander Ingraham | 21 августа 1992  | 18 марта 1997    | Свободное национальное движение  | 1992        | [ 12 ] [ 13 ] |
| 3 (I—II)  | 18 марта 1997 | Хьюберт Александер Ингрэм (1947—) англ. Hubert Alexander Ingraham | 3 мая 2002       | 1997             | Свободное национальное движение  |             | [ 12 ] [ 13 ] |
| 4 (I)     |               | Перри Гладстон Кристи (1943—) англ. Perry Gladstone Christie      | 3 мая 2002       | 4 мая 2007       | Прогрессивная либеральная партия | 2002        | [ 14 ] [ 15 ] |
| и. о.     |               | Синтия Александра Пратт (1945—) англ. Cynthia Alexandra Pratt     | 4 мая 2005       | 22 июня 2005     | Прогрессивная либеральная партия | [ комм. 8 ] | [ 16 ] [ 17 ] |
| 3 (III)   |               | Хьюберт Александер Ингрэм (1947—) англ. Hubert Alexander Ingraham | 4 мая 2007       | 8 мая 2012       | Свободное национальное движение  | 2007        | [ 12 ] [ 13 ] |
| 4 (II)    |               | Перри Гладстон Кристи (1943—) англ. Perry Gladstone Christie      | 8 мая 2012       | 11 мая 2017      | Прогрессивная либеральная партия | 2012        | [ 14 ] [ 15 ] |
| 5         |               | Хьюберт Александр Миннис (1961—) англ. Hubert Alexander Minnis    | 11 мая 2017      | 17 сентября 2021 | Свободное национальное движение  | 2017        | [ 18 ] [ 19 ] |
| 6         |               | Филип Эдвард Дэвис (1951—) англ. Philip Edward Davis              | 17 сентября 2021 | действующий      | Прогрессивная либеральная партия | 2021        | [ 20 ] [ 21 ] |